# 府立高等学校 (旧制)
| 府立高等学校 （⇒都立高等学校） | 府立高等学校 （⇒都立高等学校）                                         |
| ------------------------------ | ---------------------------------------------------------------------- |
| 創立                           | 1929年                                                                 |
| 所在地                         | 東京市麹町区 （現：東京都千代田区） →荏原郡碑衾町 （現：東京都目黒区） |
| 初代校長                       | 川田正澂                                                               |
| 廃止                           | 1950年                                                                 |
| 後身校                         | 旧：東京都立大学 （→首都大学東京→現：東京都立大学）                    |
| 同窓会                         | 府立高等学校同窓会                                                     |

旧制府立高等学校（きゅうせいふりつこうとうがっこう）は、1929年（昭和4年）2月に東京市（現：特別区）に設立された公立（東京府立）の旧制高等学校。1943年（昭和18年）の東京都制施行後は都立高等学校（旧制）に改称した。

## 概要
- 改正高等学校令に基づき東京府により7年制の公立旧制高校として設立され（公立高校としては全国で3番目、7年制高校としては内地では最後の設立）、修業年限4年の尋常科、および文科・理科よりなる修業年限3年の高等科を設置した。1934年（昭和9年）の東京高校の尋常科廃止以降は、都内唯一の公立の尋常科設置校として過剰な進学熱を呼んだ。
- 当初は「東京府立高等学校」と命名される予定だったが、既成の官立東京高校との混同を避け「東京」を校名から外したといわれる（しばしば「東京府立高等学校」と記されるが誤記である）。
- 学生のほとんどは東京出身者で占められたため、寄宿舎は1943年になって初めて建設された（八雲寮）。
- 尋常科の入学者には名士の子弟があまりに多かったため､裏口入学の噂もくすぶっていた（山下肇、加太こうじ『ふたりの昭和史』p.192）。この噂について､山下肇は「これは後に某教授の不正が発覚して阿部校長が失脚左遷されたことである程度事実が立証されたが、おそらく東京府会の伏魔殿の圧力も少なくなかったことだろう。私の同級生某君の弟は数年下級で補欠入学で入ってきて､兄さんほど出来がよくなかったが、これが後に大学工学部を出て役人（技師）になり、つい数年前に汚職で逮捕されて大きく新聞ダネになったときには、私も大いに考えさせられた。子供のときから裏口入学で育ったものは、平気で汚職をやる精神を植えつけられるのだ」と述べている（同）。
- 第二次世界大戦後の学制改革により、高等科は東京都立大学（首都大学東京を経て、2020年4月に改名した現：東京都立大学）教養部の前身校となり、尋常科は東京都立大学附属高等学校（現：東京都立桜修館中等教育学校）の前身となった。

## 設立の背景
- 府立高設立の背景には、東京帝大への独自の進学コース設置を目指す府立第一中學校の高校昇格（高等科併設）運動があったため、当初府立高は府立一中の校内に置かれ、初代校長・川田正澂も同校の校長と兼任であった（ただし他の府立中学の反対により、府立高は府立一中とは制度上無関係のものとして新設され、旧制中学に相当する尋常科を独自に併設した）。このような経緯から、府立高（およびそれを継承した都立大および同付属高校）の校章は府立一中のそれに酷似した「桜（の内側）に旭日」である（府立一中は「旭日の内側に桜」）。
- 「7年制高校」の制度は、イギリスのパブリックスクール（7年制）をモデルに構想されたものであるが、川田校長は特にイートン校に範をとり「自由と自治」を標榜した。旧制高校に付き物のバンカラ色を極力排除したため、「府立の学習院」の異名も付けられた。

## 沿革
- 1929年
  - 2月：設立。
  - 4月：開校。尋常科・高等科を設置。
- 1933年5月 - 10月：尋常科の左傾事件。4名退学。
- 1943年7月：東京都制施行により、都立高等学校と改称。
- 1949年5月：新制東京都立大学発足にともない包括される。
- 1950年3月：廃止。

## 歴代校長
- 初代：川田正澂（1929年2月23日 - 1935年12月9日死去）
  - 東京府立第一中学校校長と兼務。
  - 1929年2月2日 - 2月23日の間は校長事務取扱。
- 校長事務取扱：四野宮豊治（1935年12月9日 - 1936年3月26日）
- 第2代：阿部宗孝（1936年3月26日 - 1941年9月13日）
  - 前・東京府立第六中学校校長。
- 第3代：宇野喜代之介（1941年9月13日 - 1943年9月30日）
  - 前・文部省督学官。弘前高等学校校長に転じた。
- 第4代：佐々木順三（1943年9月30日 - 1946年6月29日）
  - 前・第一高等学校教授。立教大学総長に転じた。
- 校長事務取扱：森脇大五郎（1946年6月29日 - 1946年11月16日）
- 第5代：森脇大五郎（1946年11月16日 - 1950年3月31日）

## 校地の変遷と継承
上述のように設立当初の校地は東京市麹町区永田町（現・東京都千代田区永田町）の東京府立第一中学校（東京都立日比谷高等学校の前身校）の校内に設置されていたが、1932年4月に荏原郡碑衾町の八雲校地に移転した。新制移行に伴い旧制都立高（府立高を改称）の校地は東京都立大学に継承され都立大学八雲キャンパスとなり、人文学部がおかれたが、1991年八王子市南大沢の新キャンパスに統合移転されたため、校地は廃止されて「めぐろ区民キャンパス」として再開発され現在に至っている。同敷地内には旧制時代および都立大の旧正門が保存され、モニュメントが建立されている。また併設されていた尋常科の後身校である都立大附属高校は、その後校名を改称（都立桜修館中等教育学校）しながらも旧制以来の上記校地に所在している。

## 著名な出身者

### 政治・行政
- 小坂徳三郎 - 運輸大臣
- 天野公義 - 自治大臣
- 岩動道行 - 科学技術庁長官
- 友納武人 - 千葉県知事
- 椎名素夫 - 衆議院議員・参議院議員
- 鳩山威一郎 - 外務大臣
- 田村秀昭 - 参議院外務委員長
- 水口宏三 - 参議院議員
- 塩野宜慶 - 法務事務次官、最高裁判所判事
- 藤島昭 - 法務事務次官、最高裁判所判事
- 岡崎久彦 - 外交評論家、元駐タイ大使
- 橘正忠 - 外務省欧亜局長、駐ビルマ大使
- 高橋元 - 大蔵事務次官
- 米里恕 - 大蔵省銀行局長
- 林大造 - 大蔵省国際金融局長
- 内村良英 - 農林事務次官、日本中央競馬会第8代理事長
- 山下英明 - 通商産業事務次官、三井物産副会長 / 「官僚たちの夏」の片山のモデル
- 町田直 - 運輸事務次官
- 小田村四郎 - 拓殖大学総長、行政管理事務次官
- 向坂正男 - 経済企画庁総合計画局長 / 向坂逸郎の弟
- 山田滋 - 沖縄開発事務次官
- 井上四郎 - アジア開発銀行総裁、日本銀行理事
- 戸田嘉徳 - 日本銀行政策委員、大蔵官僚

### 司法
- 横井大三 - 最高裁判所判事

### 経済
- 勝田龍夫 - 日本債券信用銀行会長
- 水野惣平 - アラビア石油社長
- 荒木義朗 - 富士銀行頭取
- 牧山公郎 - 第一生命保険社長
- 関根長三郎 - よみうりランド社長 / 正力松太郎の娘婿
- 三田勝茂 - 日立製作所会長、経団連副会長
- 出光昭介 - 出光興産会長
- 河野俊二 - 東京海上火災保険社長
- 増田通二 - パルコ会長
- 嶋中鵬二 - 中央公論社社長
- 遠山直道 - 日興証券副社長、日本青年会議所会頭

### 学術・文化
- 来栖三郎 - 民法学者
- 福田平 - 刑法学者
- 鈴木三郎 - 哲学者
- 小田切秀雄 - 文芸評論家
- 甘糟章 - マガジンハウス副社長
- 祖父江孝男 - 文化人類学者
- 中井英夫 - 小説家
- 加賀乙彦 - 小説家
- 金沢康隆 - 劇作家、演劇評論家
- 木原太郎 - 物理学者
- 神谷宣郎 - 細胞生理学者、神谷美恵子の夫
- 土居健郎 - 精神科医
- 詫摩武俊 - 心理学者
- 山本草二 - 国際法学者
- 多湖輝 - 心理学者
- 杉村隆 - 医学者
- 岡義達 - 政治学者
- 山下肇 - ドイツ文学者
- 皆川達夫 - 音楽学者
- 鶴見俊輔 - 哲学者（尋常科中退）
- 武井昭夫 - 文芸評論家
- 遠山一行 - 音楽評論家
- 草柳大蔵 - 評論家
- 森本哲郎 - 評論家
- 島岡達三 - 陶芸家、重要無形文化財保持者
- 内藤初穂 - 海軍技術大尉、著述家
- 熊倉一雄 - 声優（中退）
- 本山政雄 - 教育学者、名古屋大学名誉教授、元名古屋市長
- 楠川絢一 - 物理学者、東京都立大学総長
- 藤井澄二 - 機械工学者、富山県立大学学長
- 斉藤孝 - 歴史学者・国際政治学者、学習院大学名誉教授
- 千野栄一 - 言語学者、東京外国語大学名誉教授
- 徳永康元 - ハンガリー文学者
- 石光亨 - 経済地理学者、神戸大学名誉教授
- 三善晃 - 作曲家
- 杖下隆英 - 哲学者、東京大学名誉教授
- 林英作 - 薬学者
- 萬年甫 - 脳科学者
- 朝長康郎 - 数学者、宇都宮大学名誉教授
- 日笠端 - 都市工学者、東京大学名誉教授
- 宮内嘉久 - 建築評論家、多摩美術大学教授
- 長谷川公之 - 脚本家、美術評論家

※その他東京都立大学附属高等学校#著名な出身者を参照。

## 関連書籍
- 秦郁彦『旧制高校物語』文春新書、2003年 ISBN 4166603558
- 『日本近現代史辞典』東洋経済新報社、1978年

尾崎ムゲン作成「文部省管轄高等教育機関一覧」参照